# Jiu Jitsu – Harc a Földért
A Jiu Jitsu – Harc a Földért (eredeti cím: Jiu Jitsu) 2020-ban bemutatott amerikai–ciprusi sci-fi harcművészeti film, amelyet Dimitri Logothetis rendezett. A film Logothetis és McGrath 2017-es, azonos című képregényén alapul. A főbb szerepekben Alain Moussi, Frank Grillo, JuJu Chan, Tony Jaa és Nicolas Cage látható.
Az Amerikai Egyesült Államokban 2020. november 20-án mutatták be a mozikban. Magyarországon az RTL mutatta be 2024. április 8-án. Általánosságban negatív véleményeket kapott a kritikusoktól, és bevételi szempontból is megbukott; a 25 millió dolláros költségvetésből kevesebb mint 100 ezer dollárt tudott gyűjteni.

## Cselekmény
Minden hatodik évben, az elmúlt két évezred során, egy ősi, emberfeletti harcművészekből álló rend, a dzsúdzsucu, megküzd egy kegyetlen idegen hódító fajjal a Föld megvédéséért. Az idegenek eddig minden alkalommal vereséget szenvedtek a földi harcosoktól – egészen mostanáig.  
A burmai dzsungelben egy amerikai katona, Jake Barnes, épp egy idegen suriken elől menekül. Végül lezuhan egy sziklaszirtről az óceánba, ahol egy titokzatos nyugati férfi kimenti és két burmai halász gondjaira bízza. A halászok úgy vélik, hogy a közeli katonai bázisról származhat, ezért a nyelvi nehézségekkel küzdő tolmácsuk zavaros beszámolóját követően odaviszik őt. Jake eszméletére térve Myra, egy hírszerzési tiszt, kezdi el kihallgatni. A katonákat zavarba ejti a falusiak említése egy üstökösről, amely hatévente visszatér, valamint egy templomban megnyíló titokzatos lyukról. Jake azonban amnéziás, és semmire sem emlékszik abból, ami a vízbe kerülése előtt történt. Még az igazságszérum sem segít feltárni az emlékeit.
Miközben Myra más ügynökökkel vitatja a helyzetet, Keung, egy képzett dzsúdzsucu-harcos, áttöri magát a katonai bázison, legyőzve mindenkit, legyen szó pusztakezes harcról vagy fegyverekről. Keung egy különleges kézfogással felismeri Jake-et, és együtt elmenekülnek. Menekülés közben egyértelművé válik, hogy Jake is mestere a természetfeletti harcművészetnek, bár ő maga nem emlékszik erre. Hamarosan csatlakoznak Harrigan vezetésével egy dzsúdzsucu-harcosokból álló csapathoz. A csapat tagjai mind ismerősként üdvözlik Jake-et, ám ő nem emlékszik sem rájuk, sem a közös küldetésükre. Amikor elindulnak vissza a bázisukra, ismét szembekerülnek az amerikai katonákkal. A harcosok könnyedén legyőzik őket, de Myrának sikerül újra elfognia Jake-et. A kihallgatás során Jake csak annyit mond neki, hogy minél hamarabb hagyja el a körzetet az egységével. Myra végül enged a figyelmeztetésnek. Miközben gyalogosan haladnak a dzsungelben, megtámadja őket az idegenek vezetője, Brax, aki lemészárolja a katonákat.
Menekülés közben Jake egy barlangba zuhan, ahol újra találkozik titokzatos megmentőjével, Wylie-vel, aki egy excentrikus, de tapasztalt dzsúdzsucu-harcos. A csapat többi tagja is megérkezik, és együtt mutatják meg Jake-nek a dzsúdzsucu templomát, amely egy portált rejt. Ezen a kapun keresztül érkeznek a Földre az idegenek, és Brax most éppen őt keresi. Jake megtudja, hogy az egyik harcos, Carmen, egykor a szerelme volt, mielőtt amnéziássá vált. Brax ekkor rátámad a csapatra, legyőzve őket, és Jake ismét egyedül marad. Miközben menekül, találkozik Sand kapitánnyal, az amerikai egység egyetlen túlélőjével, aki bátorítja, hogy ne adja fel. Jake újra találkozik Wylie-vel, aki végül felfedi az igazságot: Jake maga is dzsúdzsucu-harcos, aki korábban elmenekült Brax elől, megmentve ugyan a saját életét, de ezzel akaratlanul is lehetővé tette az idegenek pusztítását. Wylie bevallja, hogy ő is hasonló módon menekült meg egy korábbi csata során, és vállalja, hogy segít Jake-nek szembeszállni Braxszal.
A megmaradt dzsúdzsucu-harcosok ismét szembeszállnak Braxszal, de a küzdelem során mind elbuknak és életüket vesztik, kivéve Carment. Wylie ezután egyedül hívja ki Braxot, hogy vezekeljen korábbi hibájáért. Bár kemény és elszánt harcot vív, végül ő is elesik. Miután Jake rátalál, Carmen elárulja neki, hogy Wylie valójában az apja volt, aki szégyenében soha nem merte felfedni ezt előtte. Jake a falusiak és a túlélő katonák segítségével elhatározza, hogy mindent belead, és szembeszáll Braxszal. A hosszan elnyúló, kegyetlen csata közben Jake kihasználja, hogy a korábbi harc során észrevett egy gyenge pontot: Brax különösen érzékeny a tűzre. Ezt a tudását latba vetve sikerül felülkerekednie. Jake felvágja Brax testét, egy gránátot helyez a belső szerveibe, mielőtt azok regenerálódhatnának, majd egy hatalmas rúgással a portálba löki az idegent. A robbanás megsemmisíti Braxot, és ezzel véget ér a dzsúdzsucu kihívás.

## Szereplők
| Szerep        | Színész            | Magyar hang    |
| ------------- | ------------------ | -------------- |
| Jake Barnes   | Alain Moussi       | Szabó Máté     |
| Harrigan      | Frank Grillo       | Magyar Bálint  |
| Wylie         | Nicolas Cage       | Csankó Zoltán  |
| Carmen        | JuJu Chan          | Sallai Nóra    |
| Keung         | Tony Jaa           | Janicsek Péter |
| Forbes        | Marrese Crump      | Seder Gábor    |
| Brax          | Ryan Tarran        |                |
| June          | June Sasitorn      |                |
| Franz         | Dan Rizutto        |                |
| Victor        | Rigan Machado      |                |
| Sand kapitány | Rick Yune          | Orosz Gergely  |
| Myra          | Marie Avgeropoulos | Kardos Eszter  |
| Hector        | Jack Kingsley      |                |
| Tex           | Eddie Steeples     | Gacsal Ádám    |

## A film készítése
2019 márciusában jelentették be, hogy Nicolas Cage és Alain Moussi szerepet kapott a filmben.
A forgatásra 2019 júniusában került sor Cipruson, amelynek során betekintést engedtek a burmai Bagan ősi templomaiba is.

## Bemutató
A Jiu Jitsu – Harc a Földért 2020. november 20-án jelent meg a The Avenue Entertainment forgalmazásában. A film a debütáló hétvégén a nyolcadik legtöbbet kölcsönzött alkotás volt az Apple TV-n, a FandangoNow-n pedig a kilencedik.